# Battaglia del Monte Algido
La battaglia del Monte Algido, una delle più note della storia della giovane Repubblica romana, si combatté nel 458 a.C. (alcuni la situano nel successivo 457 a.C.) fra i Romani e gli Equi. Poteva essere un'azione persa nelle decine di identiche battaglie sostenute in quegli anni, se non fosse legata alla figura, quasi leggendaria, di Lucio Quinzio Cincinnato.

## Contesto storico

### Popolazioni delLatium vetus
A Roma si erano ormai integrati i popoli Latini e Sabini nella gestione della res publica (la gens Quinzia, che proprio in quegli anni molto incideva nella vita politica romana, per esempio, era di origine latina e non romana ma era stata prima accolta in città e poi "naturalizzata" per i grandi meriti acquisiti). Gli Ernici erano già fedeli alleati. Gli Etruschi ancora restavano in disparte con l'eccezione di Veio, posta a poche miglia dall'Urbe.
I nemici esterni di Roma che ancora si battevano con tenacia e determinazione erano i Volsci e gli Equi. Spesso da soli, spesso da alleati questi due popoli il primo a sud e l'altro a est della città attaccavano Roma e soprattutto il territorio circostante per saccheggiare. Gli Equi, in particolare, scesi dall'Appennino si erano attestati sui colli attorno a Tusculum e con le loro operazioni insidiavano l'agro romano e le comunicazioni commerciali lungo la Via Latina. Ad Anzio era stata istituita una colonia romana che, contestualmente, offriva terre alla plebe e teneva sotto controllo il territorio dei Volsci.

### A Roma
Dopo il processo a Cesone Quinzio le eterne diatribe fra patrizi e plebei erano riprese. Ogni volta che veniva presentata la Lex Terentilia la gioventù patrizia scendeva in campo in modo anche violento e, comunque, ad ogni minaccia dall'esterno ogni attività legislativa si fermava. Roma conobbe anche una rivolta di schiavi ed esuli che per molti mesi tennero addirittura il Campidoglio con i templi della Triade Capitolina e nella quale morì il console Publio Valerio Publicola. A causa delle tensioni interne, il riscatto di Roma dovette aspettare l'intervento amico dei Tusculani guidati dal loro dittatore Lucio Mamilio.
Al posto di Publio Valerio fu eletto Lucio Quinzio Cincinnato con grande terrore dei tribuni della plebe che temevano una vendetta per il processo al figlio e le conseguenti perdite economiche che affliggevano il nuovo console. A coronamento di una situazione politica intricatissima, Marco Volscio il tenace accusatore di Cesone Quinzio, venne messo sotto processo per aver prodotto un falso testimone contro Cesone e quindi aver fatto condannare un innocente.

## Equi
In mezzo a questo marasma politico, nel 459 a.C. gli Equi attaccarono Tusculum e ne conquistarono la rocca. La riconoscenza dei romani per il determinante aiuto dato dai Tuscolani nella appena conclusa guerra servile fece muovere il console Lucio Cornelio Maluginese e le legioni di Roma in aiuto della città attaccata.
Per alcuni mesi Quinto Fabio Vibulano si divise fra l'assedio di Anzio contro i Volsci e le colline di Tusculum e proprio durante una delle assenze del console i tuscolani riuscirono a scacciare, dopo averli affamati, i nemici dalla rocca. Gli Equi furono letteralmente denudati, fatti passare sotto il giogo e rimandati alle loro terre; il console, che stava tornando verso Tusculum li massacrò tutti alle falde del monte Algido.
L'anno successivo, il 458 a.C., gli Equi, rotto il patto stipulato pochi mesi prima con Roma, conferirono il comando a Gracco Clelio, il loro personaggio più in vista. E ricominciò il saccheggio.
(Tito Livio, Ab Urbe condita libri, III, 25. trad.: G.D. Mazzocato)
Roma inviò ambasciatori - Quinto Fabio, Publio Volumnio e Aulo Postumio - per chiedere il rispetto dell'accordo. Gracco li trattò in modo sprezzante. Il senato ordinò che un console portasse l'esercito sul monte Algido contro Gracco e che l'altro console saccheggiasse il territorio degli Equi.
I tribuni della plebe cercarono ancora una volta di fermare la leva ma, "provvidenzialmente" per i consoli e - stranamente - come ogni volta che i tribuni della plebe cercavano di portare avanti la discussione di una legge, addirittura un esercito di Sabini si mise a devastare l'agro romano fin sotto le mura della città. La plebe prese le armi senza discussione e furono formati due grandi eserciti. Il console Gaio Nauzio Rutilo fu mandato nelle terre degli Equi mentre Lucio Minucio Esquilino Augurino partì con le sue legioni verso il monte Algido.
(ibid, III, 26.)
Cinque cavalieri riuscirono a sfuggire alla stretta, rientrarono a Roma e informarono la città che il console e tutto il suo esercito erano sotto assedio sul monte Algido. Nauzio, l'altro console, fu richiamato ma non seppe affrontare la situazione. Con accordo generale fu deciso di nominare un dittatore. Fu scelto Lucio Quinzio Cincinnato.

## Lucio Quinzio Cincinnato
(ibid, III, 26.)
Lo stato pagò al dittatore il traghetto fino alla città. Quando entrò in Roma lo accolsero i tre figli, altri parenti, amici, buona parte del senato. La plebe accorse anch'essa ma con il timore che incuteva il potere della carica e il timore che Cincinnato fosse, per i plebei, un'accresciuta minaccia.
Livio conclude il capitolo con le parole:"E quella notte, a Roma, tutti vegliarono".

## Monte Algido
Cincinnato non perse tempo, il giorno seguente, nel Foro nominò il suo magister equitum, fermò ogni attività legislativa e giudiziaria, fermò ogni attività commerciale, vietò di attendere a qualsiasi affare privato, ordinò a tutti coloro che erano in età adatta al servizio militare di presentarsi prima del tramonto al Campo Marzio, armati, con cibo pronto per cinque giorni e dodici paletti per il "vallo" ciascuno.
Da questo dettaglio si può arguire che Cincinnato aveva già un piano di battaglia; infatti il vallus, il paletto che serviva a costruire la palizzata del campo, era la dotazione normale dei soldati. Ma non dodici, uno a testa.
In formazione di battaglia più che in assetto di trasferimento, i romani partirono per il monte Algido incitandosi a vicenda e ricordandosi l'un l'altro che i commilitoni erano assediati già da tre giorni. Tanto fu efficace questo incitamento che a metà della notte giunsero a ridosso dei nemici.
Senza troppo attendere, il dittatore dopo una breve esplorazione, fece portare in un solo punto i bagagli, fece disporre i soldati in una lunga fila attorno all'accampamento dei nemici, ordinò loro di lanciare un forte grido. Subito dopo il grido, l'ordine fu di scavare una fossa e piantare i paletti.
Il suono delle trombe e le grida dei soldati romani spaventarono gli Equi e raggiunsero i commilitoni assediati che compresero, con sollievo, di essere stati raggiunti dagli aiuti e, soprattutto, fecero capire al console che non doveva più tergiversare. Le grida non si lanciavano, tanto meno di notte, solo per salutare i commilitoni; era in corso una battaglia. Gli assediati presero quindi le armi e si lanciarono anch'essi all'attacco con grandi urla e rumori. Una battaglia notturna estremamente rumorosa che informò Cincinnato e le sue forze che gli assediati si erano mossi e intralciavano il contrattacco degli Equi.
Gli Equi si trovarono ovviamente presi fra due fuochi. Avendo compreso che i rinforzi romani erano arrivati, si stavano portando verso gli attaccanti esterni. Proprio allora furono raggiunti alle spalle dagli assediati. A questo punto, pensando a una sortita, per evitare che i due eserciti si unissero, dovettero nuovamente girarsi per fronteggiare chi li attaccava alle spalle. Combatterono fino all'alba con l'esercito di Lucio Minucio. I soccorritori ebbero tutta la notte per finire il loro lavoro; al mattino la palizzata era terminata. Gli Equi erano circondati.
Cincinnato non fece nemmeno riposare i suoi uomini. Dopo una sera di marcia e una notte di scavi e costruzioni ordinò ai suoi di afferrare le armi ed entrare nella zona circondata dal vallo. Qui iniziò una seconda battaglia mentre la prima non era ancora terminata. Gli Equi,
(ibid, III, 28.)

## Primi risultati
Ottenuta come risarcimento la cittadella di Corbione, Cincinnato portò a Roma, in catene, Gracco Clelio e i capi Equi, il bottino raccolto nel campo nemico fu distribuito fra i componenti del solo esercito salvatore mentre i salvati furono rimproverati e il console Minucio fu deposto dalla funzione, rimase a comandare il suo esercito come legato del dittatore e poi sostituito dal pretore Fabio. L'esercito assediato, pur se rimproverato e senza preda, conferì a Cincinnato una corona aurea di una libbra salutandolo, alla partenza, come salvatore. Quinzio ebbe il suo trionfo con feste e banchetti, Lucio Mamilio, il dittatore tuscolano, ricevette l'ambita cittadinanza romana. Volscio, l'accusatore - accusato nell'affaire "Cesone Quinzio", fu giudicato colpevole ed esiliato a Lanuvio.
(ibid, III, 29.)